# Landgoed Heidebeek
Heidebeek is een landgoed in de gemeente Heerde in Gelderland.

## Leprozerie
Tussen 1914 tot 1972 was Heidebeek een opvangplaats voor leprapatiënten uit Nederlands-Indië, Suriname en de Antillen. Het initiatief voor de bouw van deze moderne leprozerie werd genomen door mevrouw Q.M. Gastmann-Wichers, een officiersvrouw die goede contacten had met het hof van koningin Emma. De Nederlandse Vereniging ter bestrijding der Melaatschheid kocht in 1914 tien hectare heideland van de bleker Gerrit Horst en bouwde er de opvang voor (voornamelijk) oud-militairen die met lepra besmet terugkeerden uit Nederlands-Indië. In 1932 werd de leprozerie gesloten wegens een tekort aan geld en patiënten. Toen na de oorlog door immigratie uit Nederlands-Indië, en later Suriname en de Antillen, het aantal leprapatiënten weer toenam werd het Landgoed opnieuw opengesteld. In 1960 bood het huisvesting aan 45 patiënten. Daarna nam het aantal geleidelijk af. In 1972 werd Heidebeek als opvang voor leprapatiënten definitief gesloten. Sinds de jaren 80 zijn er goede medicijnen voor leprapatiënten en is het niet meer noodzakelijk de leprapatiënten af te zonderen om besmetting te voorkomen.

## Trainingscentrum
In 1975 kocht Youth with a mission het landgoed om er voor de zendingsorganisatie een opvangplek te creëren voor mensen die vastzaten in het Amsterdamse drugs- en sekscircuit. 
Tegenwoordig wonen er vooral stafleden van Jeugd met een Opdracht en is er een Discipelschap Trainings School (DTS) gevestigd, de internationale opleiding van Jeugd met een Opdracht. Ook worden er conferenties en andere cursussen gegeven.